# 桃咲あい
桃咲 あい（ももさき あい、1984年11月19日 - ）は、日本の元AV女優。東京都出身。趣味はショッピング。

## 略歴
AVデビュー前は、モーニング娘。のオーディションで最終選考まで残った。2004年に江藤ひなとしてAVデビュー。同年10月に桃咲あいに改名しアトラス21専属女優となった。（江藤妃那と明記されているものもある。）
2006年3月で引退した。

## 作品

### アダルトビデオ
江藤ひな 名義（江藤妃那 名義も含む）
2004年
- モー○ン○娘。最終予選までイキました（9月9日、ディープス）※デビュー作
- ザ・カメラテスト おっ!キミ人気でそうだね デビュー前にテストしとこうか!（9月30日、アテナ映像）
- GOガイ!（11月19日、シャイ企画）
- ひな と 制服で初めての3Pに『ひな』失神寸前（11月25日、麒麟堂）
- なんてったってアイドル宣言!（12月4日、ディープス）
- 幼女調教 Vol.1（12月2日、麒麟堂）
- クリっと!淫乱女子校生秘密のクリをダブル・クリック!（12月21日、麒麟堂）

2005年
- 女痴校正01（1月10日）
- LOVEマシーン☆ザーメンMIX（2月21日、アリーナエンターテインメント）

桃咲あい 名義
2004年
- 純情エロチカ（10月22日、アトラス21）
- girl friend（11月19日（セル)、11月24日 （レンタル）、アトラス21）
- コスプレ☆あいドル（12月17日（セル)、12月24日 （レンタル）、アトラス21）

2005年
- しよ～よ♪（1月17日（セル)、1月21日 （レンタル）、アトラス21）
- あいDoll（2月18日、アトラス21）
- Privateあい（3月18日、アトラス21）
- 彼女のカノジョと *03 桃咲あい&黒崎あみ（3月18日、ゴーゴーズ）
- SEX LIVE FUCKER（4月20日、アトラス21）
- 痴漢バス女子校生（6月17日、TMA）
- やんちゃな子猫（7月13日、MOODYZ）
- あい、してる（10月22日、オーロラプロジェクト）
- 蛇縛の性処理玩具（11月7日、アタッカーズ）
- I see.（11月12日、オーロラ・プロジェクト）
- 生中出しサンタ（12月21日、ディープス）
- 桃咲あいの究極四十八手（仮）（12月22日、イー・ネット・フロンティア）

2006年
- 第5弾バスガイド桃咲あいとイク!生中出し温泉ツアー全10発モー○ン○娘。最終予選までイッた江藤ひな改め桃咲あい（2月4日、ディープス）
- Let's尻バディ2（3月10日、イエロー）
- 女子校生監禁凌辱 鬼畜輪姦60（4月7日、アタッカーズ）
- 桃咲あいとキモオヤジのべろべろちゅうちゅう（4月13日、グローリークエスト）
- ツンデレたちに犯されたい…。（4月15日、ドグマ）
- スーパー野外露出電話BOXで電動マッサージ器攻撃・3（5月19日、タイガーマイスターズ）
- Age 21歳（5月19日、クロス）
- 張れ日本代表!AV WORLD CUP（6月1日、アイデアポケット）
- 街角でスカートの脇の切れ目に手を入れて指マンするのが最高・3（6月25日、ホットエンターテイメント）

2007年
- 32人の乳もみインタビュー 4時間 （8月10日、TMA）

### CD
江藤ひな 名義
- それいけ!KICK OFF GO GO!!（2004年12月21日、殺害塩化ビニール）